# Emilian Nuțu
Emilian Nuțu (n. 23 iulie 1951, Corabia, România – d. 23 martie 2024, Corabia, Olt, România) a fost un sculptor român, membru al Uniunii Artiștilor Plastici din România - filiala Craiova.

## Date biografice
În anul 1983 a absolvit Institutul de Arte Plastice Nicolae Grigorescu din București, unde l-a avut ca profesor pe Paul Vasilescu. Începând cu 1978, Emilian Nuțu a participat la expoziții naționale și internaționale. În 1981 a devenit membru al Uniunii Artiștilor Plastici din România - filiala Craiova.
Emilian Nuțu a realizat sculpturi în lemn, cu influențe din stilul lui Constantin Brâncuși. Lucrările sale au fost expuse în colecțiile Muzeului de Artă din Craiova și ale Muzeului Județean Olt, precum și în colecții particulare din România, Franța, Italia, S.U.A. și Grecia.
Cea mai cunoscută lucrare a sa este bustul cu două fețe al dramaturgului Eugen Ionescu, dezvelit în 2010 și amplasat în fața Centrului Cultural „Eugen Ionesco” din Slatina. Alte lucrări realizate de Emilian Nuțu și amplasate în Slatina sunt: bustul Regelui Carol I și bustul fotbalistului Ion Oblemenco, bustul poetului Virgil Mazilescu, bustul poetului Mihai Eminescu, bustul lui Dumitru Buzdun, fost primar al orașului Corabia.

## Expoziții

### Expoziții personale
- august 2001 - Uniunea Artiștilor Plastici - filiala Craiova, Muzeul Județean Olt, secția Artă Contemporană, Sala Humanitas
- septembrie 2001 - Galeria Arta I, Craiova

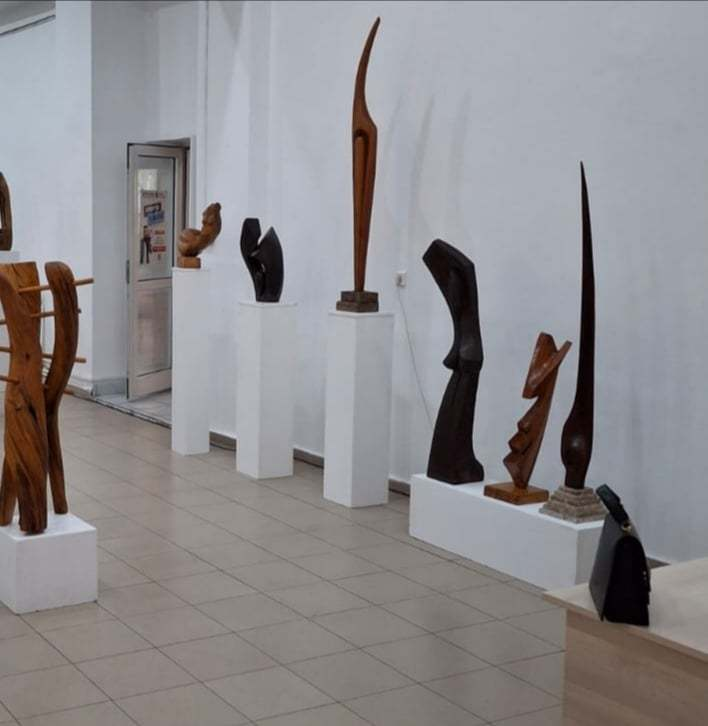
Expoziție comemorativă Emilian Nuțu, Slatina, 2024

- Expoziție comemorativă Emilian Nuțu, Slatina, 2024octombrie 2001 - Sala Paralela 45, Pitești
- aprilie 2002 - Sala Paralela 45, Pitești
- aprilie 2003 - Casa de Cultură Corabia - „Zilele Virgil Mazilescu”
- iunie 2003 - Galeria Arta I, Craiova
- august 2003 - Muzeul Județean Gorj - „De la sacru la profan”
- noiembrie 2003 - Galeria ArtDelia, Slatina
- 2005 - Galeria Artis din Slatina a Muzeului Județean Olt
- 2006 - Galeria de Artă a Bibliotecii Județene „Ion Minulescu”, Slatina
- 2007 - Muzeul de Artă din Craiova
- 2008 - Galeria ArtDelia, Slatina
- 2009 - Galeria Arta, Craiova

### Expoziții colective
- 1978 - Expoziția Națională de Artă Plastică, București

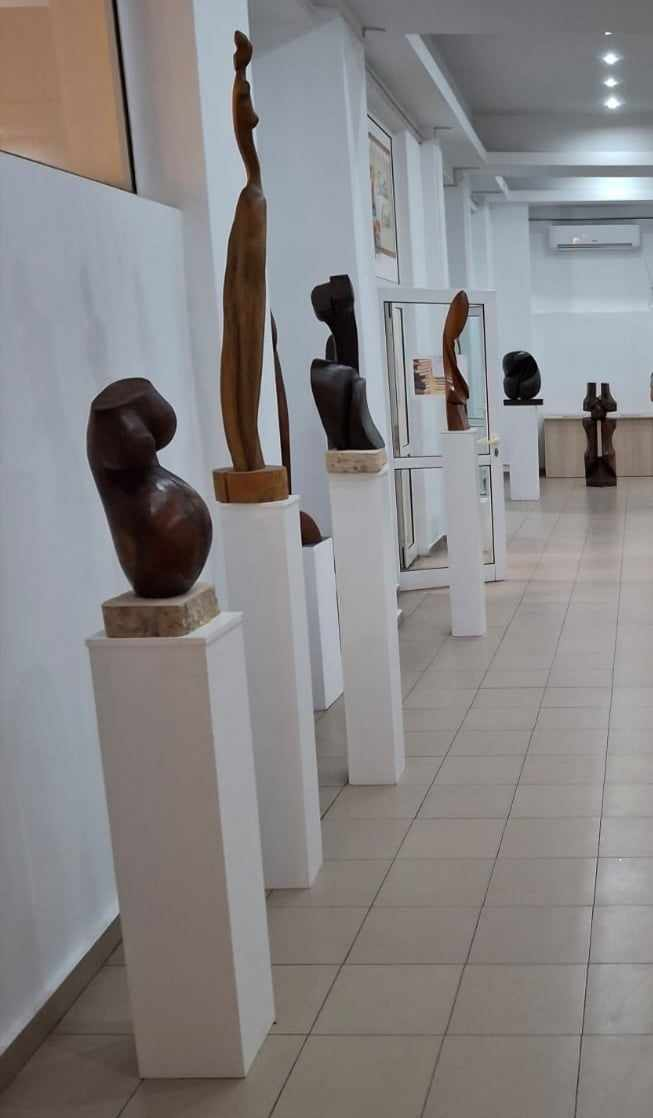
Expoziție comemorativă Emilian Nuțu, Slatina, 2024

- Expoziție comemorativă Emilian Nuțu, Slatina, 20242000 - Salonul Anual al Artiștilor Plastici Olteni, ediția a IX-a, Muzeul de Artă din Craiova
- 2001 - Salonul Anual al Artiștilor Plastici Olteni, ediția a X-a, Muzeul de Artă din Craiova
- 2002 - 2006 - Salonul de toamnă, Muzeul Județean Olt
- 2003 - Simpozionul Național de sculptură „Brâncușiana”, ediția a III-a, Târgu-Jiu[7]
- 2004 - Salonul Artiștilor Profesioniști din Județul Olt, Biblioteca Județeană „Ion Minulescu”, Slatina
- 2006 - Salonul Municipal Slatina, Muzeul Județean Olt
- 2007 - Salonul Municipal Slatina, Muzeul Județean Olt
- 2009 - „Un secol de artă cultă în Țara Oltului de Jos”, Muzeul de Județean Olt, unde a prezentat opt sculpturi în lemn din ciclurile Zbor și Germinație[8]
- 2010 - „Un secol de artă cultă în Țara Oltului de Jos”, Muzeul Județean Olt
- 2011 - Salonul Internațional de sculptură mică „Brâncușiana”, Muzeul Județean Gorj[9]